# Нуева Картея
Нуева Картея (на испански: Nueva Carteya) е населено място и община в Испания. Намира се в провинция Кордоба, в състава на автономната област Андалусия. Общината влиза в състава на района (комарка) Кампиния де Баена. Заема площ от 70 km². Населението му е 5679 души (по преброяване от 2010 г.). Разстоянието до административния център на провинцията е 55 km.

## Демография
| 1996 | 1998 | 1999 | 2000 | 2001 | 2002 | 2003 | 2004 | 2005 | 2006 |
| ---- | ---- | ---- | ---- | ---- | ---- | ---- | ---- | ---- | ---- |
| 5797 | 5659 | 5690 | 5583 | 5510 | 5590 | 5590 | 5578 | 5581 | 5566 |